# Teodoro Escamilla
Teodoro Escamilla (* 23. Oktober 1940 in Sevilla; † 21. Dezember 1997 auf Kuba) war ein spanischer Kameramann.

## Leben
Teodoro Escamilla, häufig auch Teo Escamilla genannt, arbeitete zuerst als Fotoreporter, dann als Kameramann beim Fernsehen und kam Mitte der 60er Jahre zum Kino. Etliche Jahre war er als Assistent des Kameramanns Luis Cuadrado tätig, bevor er als Chefkameramann Verantwortung übernahm. Zwischen 1975 und 1988 fotografierte er so gut wie alle Filme des Regisseurs Carlos Saura, des bekanntesten und innovativsten spanischen Regisseurs jener Jahre. Während der Dreharbeiten zu einem Film, der auch sein Regiedebüt bedeutet hätte, starb Escamilla im Alter von 57 Jahren.

## Filmografie (Auswahl)
- 1975: Züchte Raben…
- 1977: Elisa, mein Leben (Elisa ma vida)
- 1977: Erinnerungen an Paulina (In memoriam)
- 1977: Gespräche mit Max (Las palabras de Max)
- 1977: Vierzig Jahre nach Granada (A un dios desconocido)
- 1978: Das Herz des Waldes (El corazon del bosque)
- 1978: Mit verbundenen Augen (Los ojos vendados)
- 1979: Mama wird 100 Jahre alt (Mamá cumple cien años)
- 1980: Eine unmögliche Liebe (El nido)
- 1980: Los, Tempo! (Deprisa, deprisa)
- 1981: Bluthochzeit (Bodas de sangre)
- 1981: Zärtliche Stunden (Dulces horas)
- 1982: Antonieta
- 1983: Carmen
- 1984: Ein höllischer Sommer (Un été d‘enfer)
- 1984: On the Line (Rio abajo)
- 1984: Pablos Verwandlung (Feroz! )
- 1984: Zeit der Illusion (Los zancos)
- 1986: Liebeszauber (El amor brujo)
- 1988: Berlin Blues
- 1988: El Dorado – Gier nach Gold (El Dorado)
- 1991: Don Quijote (El Quijote)
- 1997: Havanna – Stadt unserer Träume (Cosas que deje en la Habana)